# Бакаево (Кушнаренковский район)
Бакаево (баш. Баҡай) — село в Кушнаренковском районе Республики Башкортостан Российской Федерации. Административный центр Бакаевского сельсовета.

## География

### Географическое положение
Расстояние до:
- районного центра (Кушнаренково): 25 км,
- ближайшей ж/д станции (Уфа): 83 км.

## История
По материалам Первой ревизии, в 1722 году в деревне были учтены 9 душ мужского пола служилых мещеряков.

## Население
| 2002 | 2009 | 2010 |
| ---- | ---- | ---- |
| 541  | ↗555 | ↘446 |

### Национальный состав
Согласно переписи 2002 года, преобладающие национальности — татары (57 %), башкиры (41 %).

## Известные уроженцы
- Валеев, Абдулла Хабиевич (1922 — 24 января 1944) — участник Великой Отечественной войны, Герой Советского Союза[6].
- Муртазина, Миляуша Галеевна — певица (сопрано), профессор УГИИ.
- Янбулатова, Рагида Саитгалеевна (28.12.1915 — 13 октября 1997) — башкирская советская актриса, поэт, драматург и переводчик, народная артистка БАССР (1954), заслуженная артистка РСФСР (1955) и БАССР (1949), член Союза писателей БАССР/РБ (с 1957).